# Lwie serce (film 1987)
Lwie serce (ang. Lion heart ) – film historyczny, produkcji amerykańskiej w reżyserii Franklin J. Schaffnera z 1987 roku. 
Młody rycerz Robert chce przyłączyć się do krucjaty Ryszarda Lwie Serce. Spotyka Czarnego Księcia, który porywa dzieci i sprzedaje je w niewolę. Zadaniem Rycerza staje się uwolnienie dzieci. 

## Obsada
- Deborah Moore - Matylda
- Bruce Purchase - Simon Nerra
- Eric Stoltz - Robert Nerra
- Dexter Fletcher - Michał
- Nicholas Clay - Charles De Montfort
- Penny Downie - Madelaine
- Nadim Sawalha - Selim
- Chris Pitt - Odo
- Matthew Sim - Hugo
- Nicola Cowper - Blanche
- Gabriel Byrne - Czarny Książę
- Neil Dickson - Król Ryszard